# La Chapelle-Saint-Sauveur (Loire-Atlantique)
La Chapelle-Saint-Sauveur is een plaats en voormalige gemeente in het Franse departement Loire-Atlantique in de regio Pays de la Loire en telt 627 inwoners (1999).

## Geschiedenis
Op 1 januari 2016 fuseerde La Chapelle-Saint-Sauveur met Belligné, La Rouxière en Varades tot de huidige gemeente Loireauxence. Deze gemeente maakt deel uit van het arrondissement Ancenis.

## Geografie
De oppervlakte van La Chapelle-Saint-Sauveur bedraagt 18,7 km², de bevolkingsdichtheid is 33,5 inwoners per km².
De onderstaande kaart toont de ligging van La Chapelle-Saint-Sauveur (Loire-Atlantique) met de belangrijkste infrastructuur en aangrenzende gemeenten.

## Demografie
Onderstaande figuur toont het verloop van het inwonertal.
Belligné · La Chapelle-Saint-Sauveur · La Rouxière · Varades